# Эксельсиор (футбольный клуб, Рубе)
«Эксельсио́р» (фр. Excelsior ACR) — бывший французский футбольный клуб из города Рубе, существовавший с 1928 по 1945, и с 1970 по 1977 годы.

## История
В сезоне 1932/33 «Эксельсиор» получает статус профессионального клуба и принимает участие в первом сезоне чемпионата Франции. Первый матч в истории закончился поражением со счётом 0:3 от «Сета», «Эксельсиор» смог победить впервые только в 5-м туре, обыграв «Клёб Франсе» со счётом 4:1. Сезон закончился для клуба положительно, шестое место в чемпионате и победа в дерби в финале Кубка Франции против «Рубе» со счётом 3:1. В 1945 году был образован новый клуб «Рубе-Туркуэн» путём слияния «Эксельсиора» с другими двумя клубами «Рубе» и «Туркуэн». В 1970 году «Эксельсиор» вновь обретает независимость от других клубов и начинает играть в Лиге 3, заканчивая сезон на третьем месте. Все последующие сезоны клуб играл в любительских лигах до 1977 года, когда путём объединения со «Спортингом» из Рубе был образован «Олимпик Рубе».

## Достижения
- Кубок Франции:
  - Обладатель: 1932/33